# Wilschwitz (Schenkendöbern)
Wilschwitz (niedersorbisch Wólšnica) ist ein Gemeindeteil der Gemeinde Schenkendöbern im Landkreis Spree-Neiße in Brandenburg.

## Lage
Wilschwitz liegt in der Niederlausitz etwa zwei Kilometer nordwestlich von Guben. Umliegende Ortschaften sind der Gubener Ortsteil Groß Breesen im Nordosten, die Stadt Guben im Osten, Deulowitz im Süden, Schenkendöbern im Südwesten sowie Grano im Nordwesten.
Der Ort liegt östlich der Bundesstraße 112 von Forst nach Frankfurt (Oder) und nördlich der Bundesstraße 320 nach Lieberose.

## Geschichte
Das ehemalige Rittergut Wilschwitz wurde erstmals im Jahr 1347 als „Wilkewitz“ urkundlich erwähnt. 1449 wurde das Dorf als „Wilczicz“ erwähnt. Der Ortsname stammt aus der sorbischen Sprache und bedeutet „Ort, in dem Leute eines Mannes namens Wilk oder Wiltschek wohnen“. Nach einer weiteren Möglichkeit zur Entstehung des Namens handelt es sich um eine Namensübertragung von Wildschütz im Landkreis Nordsachsen, dessen Name bedeutet „Siedlung, wo es Wölfe gibt“.
Wilschwitz lag seit jeher im Königreich Preußen, zwischen 1816 und 1945 war der Ort dort Teil des Regierungsbezirkes Frankfurt in der Teilprovinz Neumark. Innerhalb des Regierungsbezirkes wurde die Landgemeinde vom Amtsbezirk Schenkendöbern verwaltet. Zum 1. Januar 1926 wurde Wilschwitz nach Schenkendöbern eingegliedert.
Am 25. Juli 1952 wurde Wilschwitz dem neu gebildeten Kreis Guben im Bezirk Cottbus zugeordnet. Nach der Wende lag das Dorf zunächst im Landkreis Guben und wurde mit der brandenburgischen Kreisreform vom 6. Dezember 1993 dem Landkreis Spree-Neiße zugeordnet. Am 31. Dezember 1998 wurde Wilschwitz als Teil Schenkendöberns der neu gebildeten Gemeinde Lutzketal angeschlossen. Am 26. Oktober 2003 wurde diese Gemeinde wieder aufgelöst und Wilschwitz kam wieder an die Gemeinde Schenkendöbern. Am 14. Oktober 2010 wurde Wilschwitz von einem Wohnplatz zu einem bewohnten Gemeindeteil aufgestuft.
Wilschwitz ist Teil der Kirchengemeinde Grano. Diese gehört zur Pfarrei Guben, welche seit dem 1. September 2004 dem Dekanat Cottbus-Neuzelle untergeordnet ist und zur Evangelischen Kirche Berlin-Brandenburg-schlesische Oberlausitz gehört.

## Bevölkerungsentwicklung
| 1875 | 84 | 1910 | 66 |
| 1890 | 63 | 1925 | 51 |

## In Wilschnitz geborene Persönlichkeit
- Theo Hesselbarth (1938–2006), Gebrauchsgrafiker